# N524 (België)
De N524 is een gewestweg in België tussen Douvrain (N526) en Zinnik (N6). De weg heeft een lengte van ongeveer 24 kilometer.
De gehele weg bestaat uit twee rijstroken voor beide richtingen samen.

## Plaatsen langs N524
- Douvrain
- Mont Garni
- Herchies
- Côroi
- Lens
- Montignies-lez-Lens
- Neufvilles
- Zinnik